# The Showing Up of Corporal Jones
The Showing Up of Corporal Jones is de vijfde aflevering van het eerste seizoen van de Britse sitcom Dad's Army. Het werd opgenomen op 13 mei 1968 en voor het eerst uitgezonden op 4 september 1968.

## Verhaal
Wanneer majoor Regan het peloton inspecteert, besluit hij dat Jones moet aftreden: hij is immers te oud geworden. Maar mocht blijken dat Jones er binnen de 15 minuten in slaagt een stormloopbaan te volbrengen kan hij blijven. Het peloton zet een plan op om Jones onder hen te houden.

## Rolbezetting

### Hoofdrollen
- Arthur Lowe als Captain Mainwaring
- John Le Mesurier als Sergeant Wilson
- Clive Dunn als Lance Corporal Jones
- John Laurie als Private Frazer
- James Beck als Private Walker
- Arnold Ridley als Private Godfrey
- Ian Lavender als Private Pike

### Gastrollen
- Janet Davies als Mrs Pike
- Martin Wyldeck als Major Regan
- Patrick Waddington als Brigadier
- Edward Sinclair als Caretaker
- Thérèse McMurray als Girl at the Window